# M1931/37 (A-19)

El M1931/37 (A-19) de 122 mm (del ruso: 122-мм корпусная пушка обр. 1931/1937 гг. (А-19)) fue un cañón de campaña soviético desarrollado al final de la década de 1930 al combinar la caña del cañón M1931 (A-19) de 122 mm y el armón del cañón-obús M1937 (ML-20) de 152 mm, siendo fabricado de 1939 a 1946. Fue empleado en la Segunda Guerra Mundial, principalmente por la artillería de cuerpo y la de la Reserva del Alto Mando Supremo (RVGK) del Ejército Rojo, permaneciendo en servicio por muchos años tras acabar la guerra. Los tanques pesados IS-2 y IS-3 y el cañón autopropulsado ISU-122 usaron la variante D-25T, adaptada para su montaje en vehículos.

## Desarrollo
En 1936 el Ejército Rojo adoptó el cañón M1931 de 122 mm, también denominado A-19. Este modelo se diferenciaba de las piezas de artillería usadas previamente por el Ejército Rojo por tener una cureña bimástil con suspensión, mejorando la movilidad y el sector de tiro horizontal del arma. La cureña del M1931 tenía algunas deficiencias: el mecanismo de elevación era lento y poco fiable, las ruedas macizas dificultaban la movilidad, y la producción de las cureñas estaba afectada por dificultades tecnológicas.
Después de recibir el M1931, la artillería soviética empezó a recibir otra pieza: el cañón-obús M1937 (ML-20) de 152 mm, desarrollado en la factoría Motovilikha n.º 172 en Perm, bajo la dirección de F. F. Petrov. Esto motivó un rediseño del M1931, acometido por la oficina de diseño de Petrov: la caña del M1931 se montó sobre la cureña del ML-20. El nuevo modelo fue probado con resultados satisfactorios en septiembre-octubre de 1938 y el 29 de abril de 1939 fue adoptado con el nombre de cañón de cuerpo M1931/37 de 122 mm, pero se le siguió denominando también A-19.

## Historial de producción
El M1931/37 fue producido por la factoría Barrikady en Stalingrado de 1939 a 1941, y por la factoría n.º 172 de 1941 a 1946. Se estima que se produjeron unas 2450 piezas, sin contar las variantes autopropulsadas.
| Producción de cañones M1931/37 |                     |      |      |      |      |      |      |      |
| Año                            | 1939                | 1940 | 1941 | 1942 | 1943 | 1944 | 1945 | 1946 |
| Piezas producidas              | 256 (incluye M1931) | 469  | 442  | 385  | 414  | 160  | 245  | 206  |

## Descripción

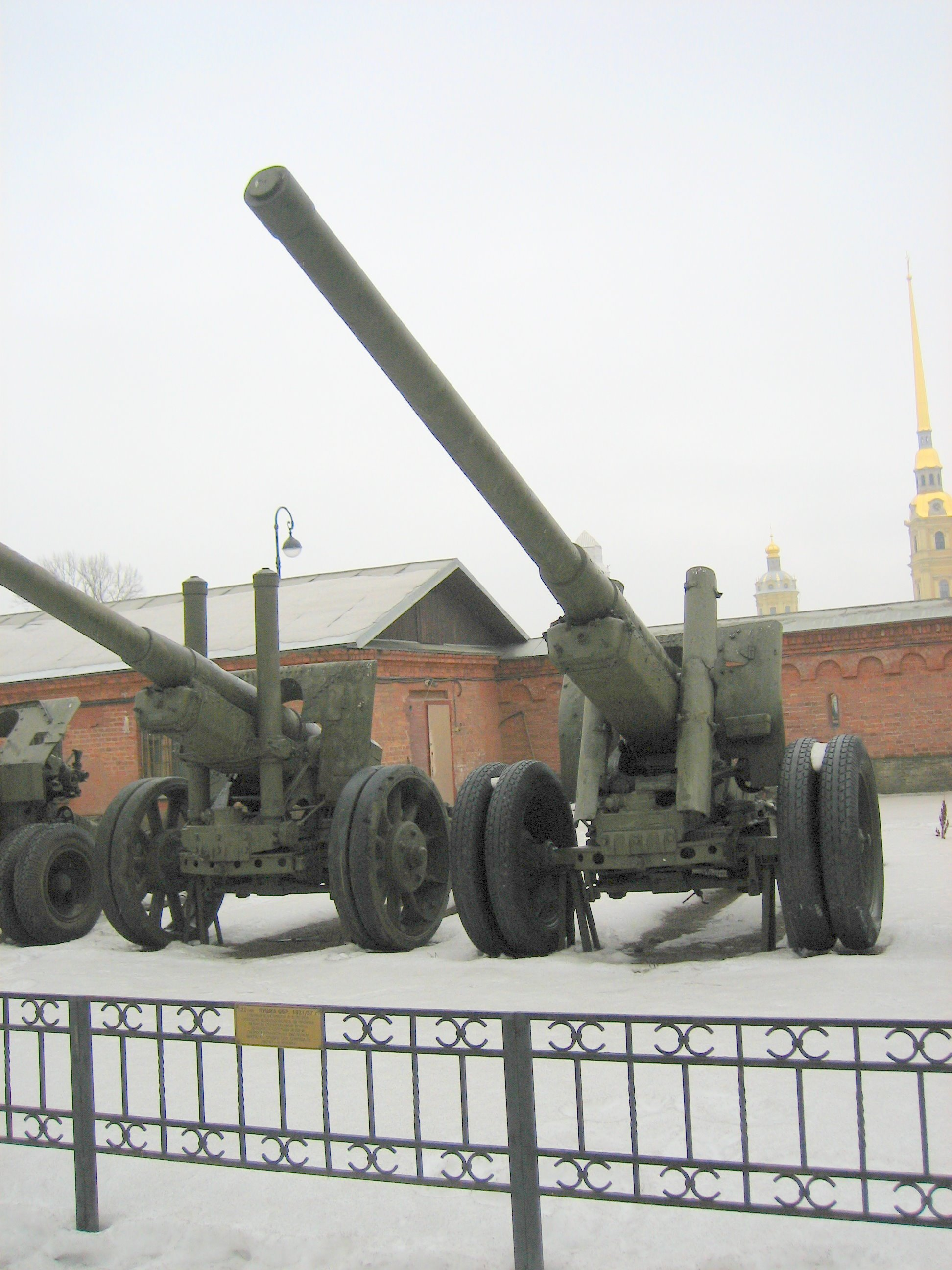
El M1931/37 (a la derecha) junto a su predecesor, el M1931, en el Museo de Artillería de San Petersburgo. Nótense los diferentes tubos equilibradores.

Como la caña de los últimos M1931 que se produjeron, la caña del M1931/37 tenía un diseño con manguito de refuerzo que incluía el manguito, el tubo y el cierre de tornillo. La caña tenía un ánima con rayas de paso constante y una vuelta en sentido dextrógiro por cada 25 calibres. El cierre, similar al del M1910/37, era de tornillo cilíndrico con dos sectores lisos y dos roscados. La obturación se efectuaba mediante vaina metálica. En el sistema de retroceso tenía un amortiguador hidráulico y un recuperador hidroneumático, ambos posicionados dentro de la cureña y bajo la caña.
El cañón estaba montado sobre una cureña bimástil adaptada del ML-20. La cureña estaba equipada con suspensión de ballesta y ruedas metálicas con llantas de goma maciza. La cureña también incluía un sistema equilibrador para compensar el peso de su larga caña. Un escudo daba a los servidores del arma protección limitada contra balas y metralla.
El M1931/37 era remolcado como una sola pieza, pero con la caña retraída. Se podía transportar con su caña en posición normal, pero solo a distancias cortas y velocidades de menos de 4-5 kn/h. Para remolcarlo los soviéticos usaban distintos tipos de tractores de artillería: el Stalinets-2, el Komintern y, a partir de 1943, el Ya-12.

## Organización y uso
Ambas variantes –M1931 y M1931/37– desempeñaban el mismo cometido en la organización del ejército, frecuentemente se empleaban conjuntamente y los partes de combate casi nunca diferenciaban entre ambos; es por eso que la información en esta sección se refiere a las dos variantes a no ser que se especifique lo contrario.

### Ejército Rojo

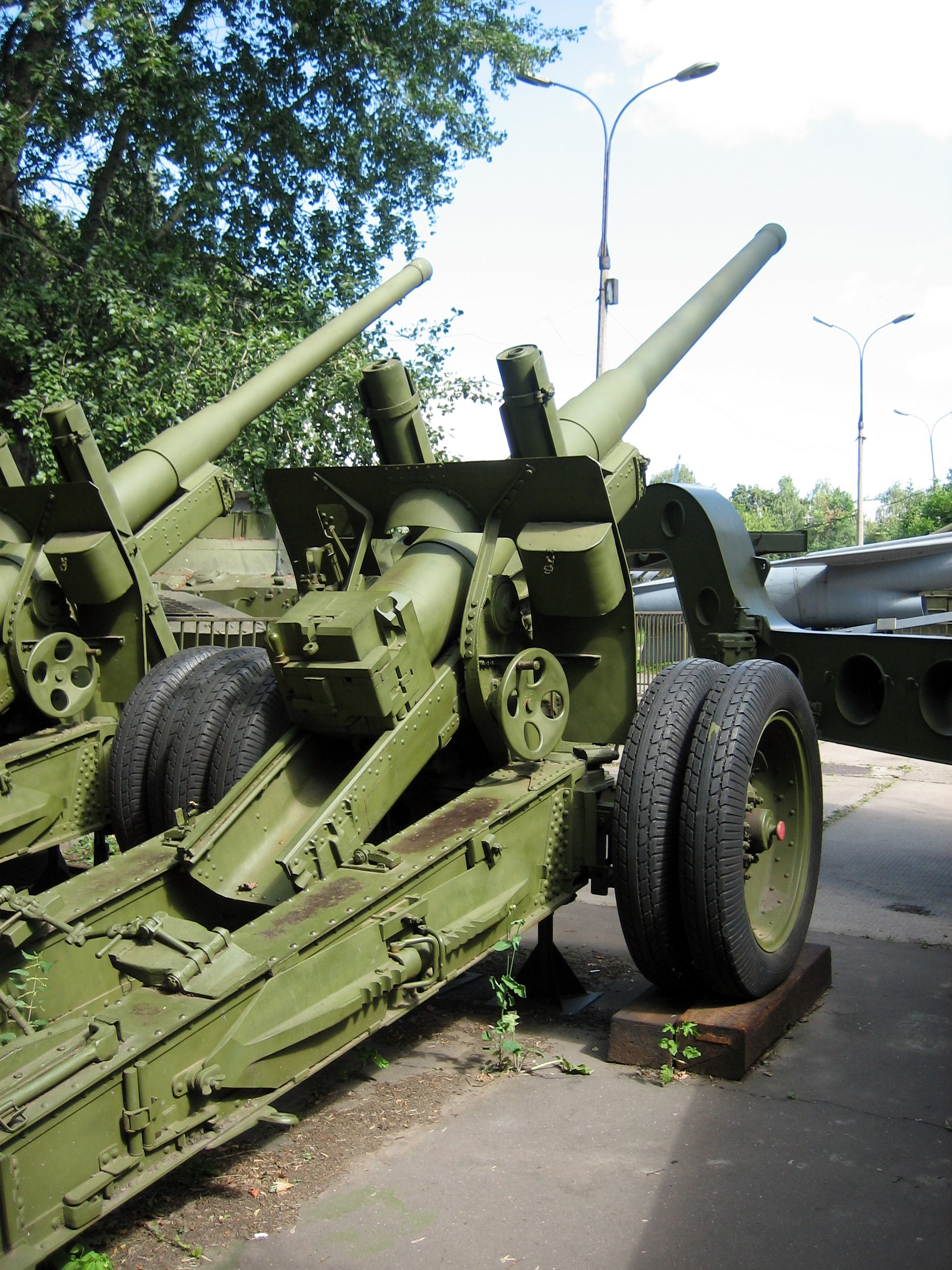
El M1931/37 en el Museo Central de las Fuerzas Armadas, Moscú.

El A-19 fue diseñado para su utilización en las unidades de artillería de cuerpo de ejército. Junto con el ML-20 formaba el llamado «doblete de cuerpo». En 1940-41 existían tres plantillas distintas para los regimientos de artillería de cuerpo soviéticos:
- Dos batallones de ML-20, de 12 piezas cada uno, y uno de A-19 o de cañones de 107 mm
- Dos batallones de ML-20 y dos de A-19 o de cañones de 107 mm
- Tres batallones de ML-20

Poco después de la invasión alemana la artillería de cuerpo fue eliminada, como lo fueron los cuerpos de fusiles, pero volvió a aparecer cerca del final de la guerra. Los nuevos regimientos recibieron cañones de 122 mm junto con otros calibres, principalmente cañones de 107 mm y obuses de 152 mm, con 16 a 20 piezas por regimiento. El 1 de junio de 1944 la artillería de cuerpo contaba con 387 A-19, y el 1 de mayo de 1945 con 289, junto con otras 750 piezas de 100, 122 y 152 mm.
El cañón también fue empleado por las unidades de la RVGK. A mediados de 1941, un regimiento de la RVGK contaba con 48 A-19; en otoño de ese año estos regimientos fueron reorganizados, con el nuevo regimiento contando solo con 18 A-19. En 1942 se crearon brigadas de cañones, con 36 A-19 cada una. Esas brigadas podían formar parte de divisiones de artillería –unidades formidables, con hasta cuatro brigadas de A-19 cada una (hasta 144 piezas).
La primera vez que el A-19 fue usado en combate fue en la Batalla de Jaljin Gol. También fue empleado en la Guerra de Invierno. El 1 de marzo de 1940 130 A-19 estaban desplegados en el frente finés, y se perdieron tres piezas.
En junio de 1941 el Ejército Rojo contaba, según la fuente, entre 1.257 (1.236 en las Fuerzas Terrestres y 21 en la Marina) y 1300 piezas A-19. El cañón fue usado durante toda la duración del conflicto.
El A-19 fue empleado principalmente en fuego indirecto contra personal, fortificaciones y otros objetivos en la retaguardia enemiga. También se produjeron proyectiles antiblindaje para fuego directo contra objetivos blindados. Aunque no era el cañón ideal para uso antitanque, por su gran tamaño, lento desplazamiento y baja cadencia, en 1943 era uno de los pocos cañones capaces de poner fuera de combate a los nuevos tanques alemanes, como el Tiger I y el Elefant.
Pruebas con tanques Tiger II capturados en Kubinka demostraron que el A-19 podía penetrar la torreta del Tiger II desde 1.000 a 1.500 m y la junta de soldadura o las de las placas frontales a una distancia de 500 a 600 m.
El A-19 n.º 501 fue el primer cañón en disparar el 20 de abril de 1945, dando comienzo a la Batalla de Berlín.

### Alemania
Al principio de la invasión alemana de la Unión Soviética cientos de A-19 fueron capturados por la Wehrmacht. Ambas variantes fueron puestas en servicio por los alemanes, el M1931 como 12,2 cm K.390/1(r) y el M1931/37 como 12,2 cm K.390/2(r). Los alemanes usaron un total de 424 de estas piezas en su artillería de campaña y artillería costera, y produjeron munición para ellas

### España

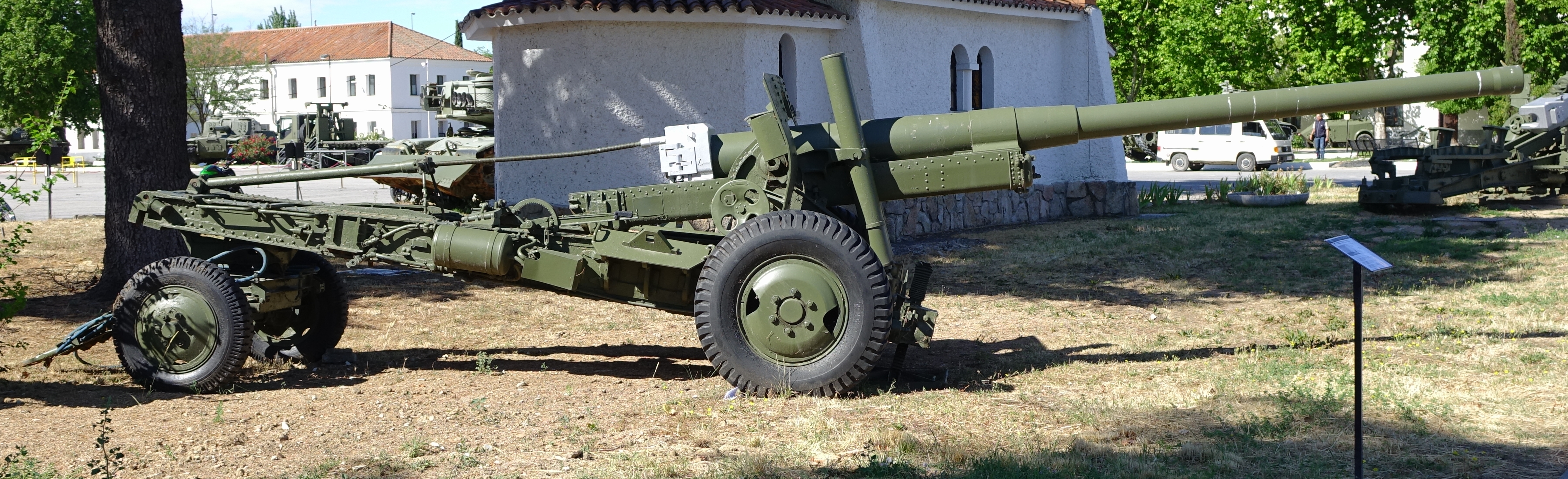
Un M1931/37 español modernizado en el Museo de Medios Acorazados de El Goloso, Madrid.

Alemania vendió a España en 1943 150 de los cañones A-19 que había capturado a la Unión Soviética. La compra se realizó en el marco del Programa Bär, un programa para el rearme de las Fuerzas Armadas Españolas usando materiales suministrados por Alemania. Inicialmente los A-19 fueron asignados principalmente a los regimientos de artillería de campaña de cuerpo de ejército, con un grupo de 12 cañones para cada uno. El modelo produjo tan buena impresión que 32 piezas más fueron fabricadas –sin documentación ni licencia– en la Fábrica de armas de Trubia, donde también se produjeron municiones y repuestos para las piezas. Tras la llegada de los materiales estadounidenses, los A-19 fueron asignados a unidades de defensa operativa del territorio. 173 de las piezas fueron modernizadas en Trubia a finales de la década de 1970. Los A-19 permanecieron en servicio con el Ejército español hasta la década de 1990.

### Finlandia
El Ejército finlandés capturó 25 piezas en 1941 y también las puso en servicio. La misma designación, 122 K/31 fue aplicada a ambas variantes. Debido a la carencia de tractores pesados, el cañón fue usado principalmente por la artillería costera. Se perdieron cuatro piezas y las demás continuaron en servicio hasta después de la guerra. En la década de 1980, la caña de algunas de las piezas fue reemplazada por cañas de 152 mm del ML-20; las piezas resultantes fueron designadas 152 H 37-31. Al final de la década de 1980 los 152 H 37-31 y los 122 K/31 restantes recibieron cañas nuevas de 152 mm L/32 fabricados por Vammas, convirtiéndose en 152 H 88-31.

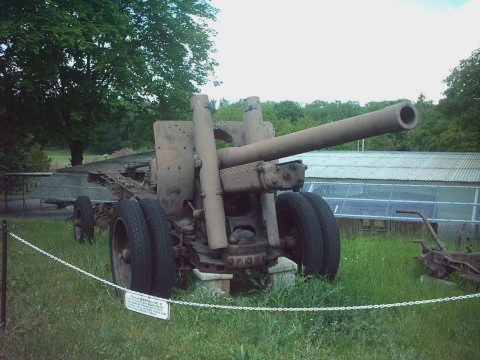
Un M1931/37 polaco in la ciudadela de Poznań.

### Polonia
Los A-19 fueron empleados por las fuerzas polacas del Gobierno de Lublin en 1944-45 y continuaron en servicio con el Ejército polaco después de la guerra. En 1952 el Ejército Popular de Polonia contaba con 63 piezas.

### Yugoslavia
78 cañones de 122 mm fueron suministrados a Yugoslavia.

### Otros usuarios
Otros países que recibieron el M1931/37 fueron Albania, Argelia, Bulgaria, China, Cuba, Checoslovaquia, Egipto, Guinea, Hungría, Irak, Camboya, Corea del Norte, Pakistán, Rumanía, Somalia, Siria, Tanzania, Vietnam y Yemen del Norte.

## Variantes

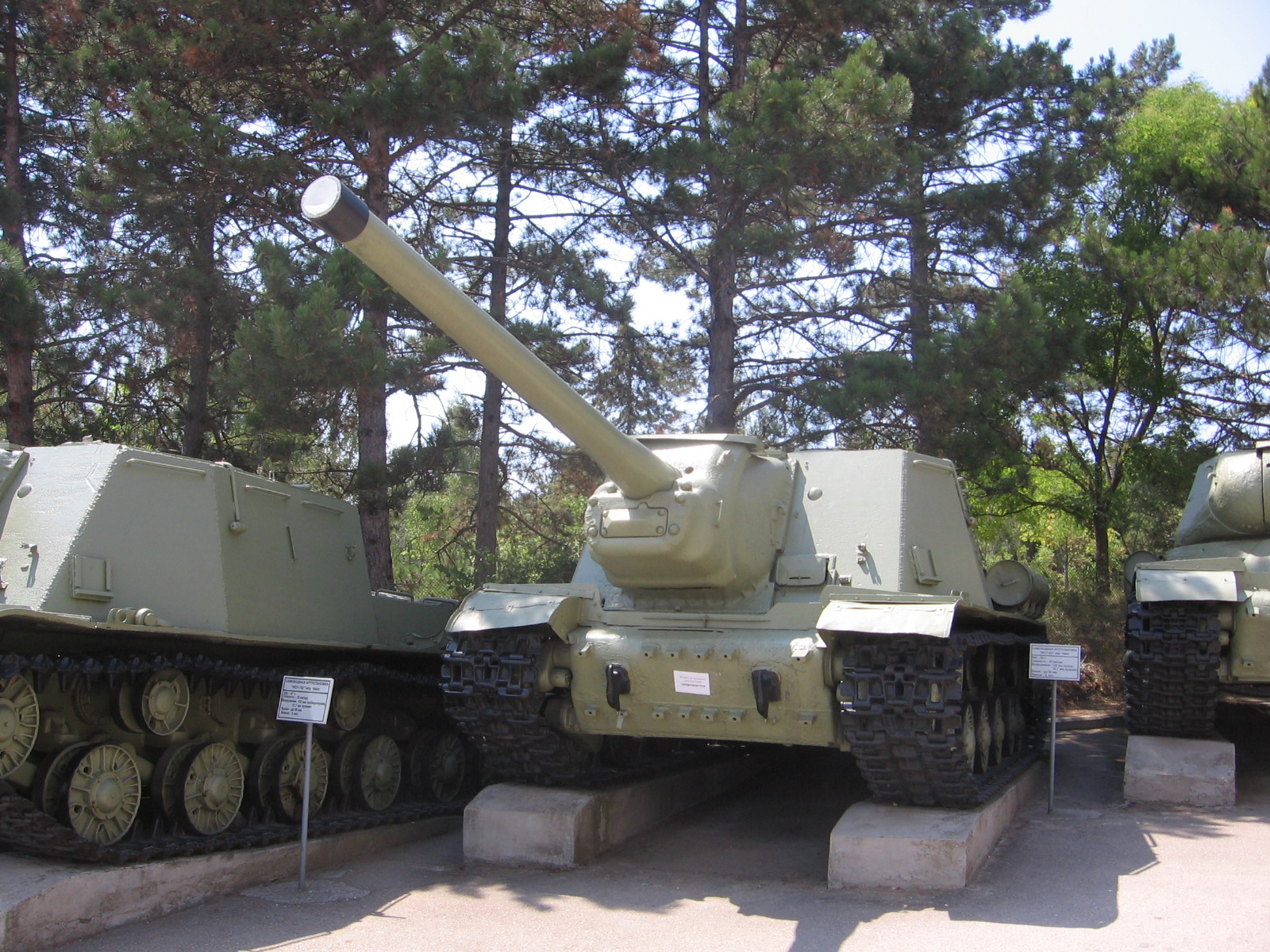
Un ISU-122, con un cañón A-19S.

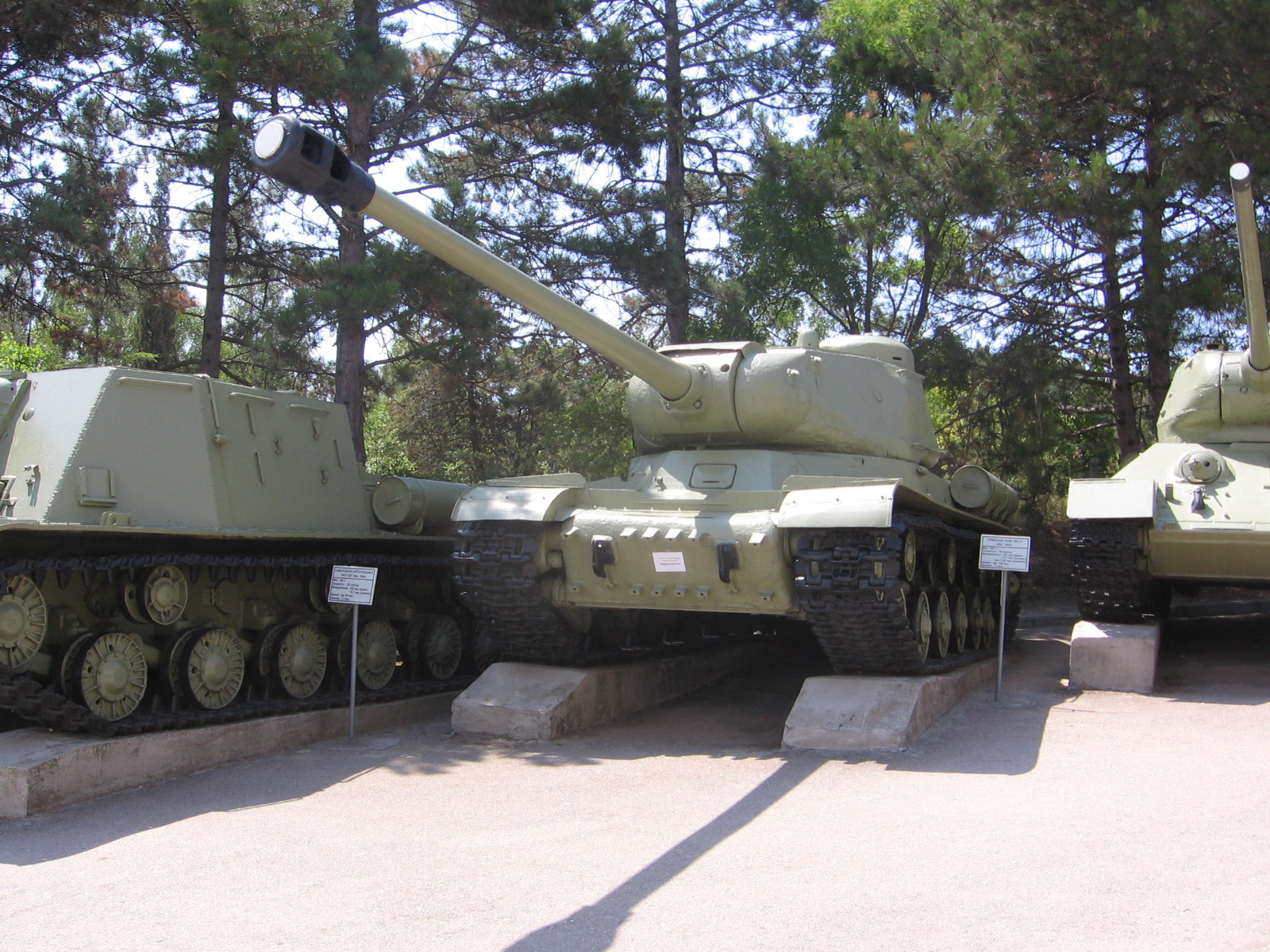
Tanque pesado IS-2, con el D-25T.

- A-19S - Variante ligeramente modificada del A-19 para su uso en el cañón autopropulsado ISU-122.
- D-25 - En 1943 se desarrolló un cañón de carro basado en el A-19 para el nuevo tanque pesado IS-2, ya que el cañón de 85 mm utilizado en los prototipos iniciales no fue considerado satisfactorio; el prototipo resultante fue el IS-122. Durante una de las pruebas, el freno de boca del cañón explotó, casi matando al mariscal Kliment Voroshílov. El incidente creó cierta resistencia inicial a la adopción del cañón, pero Stalin apoyo la decisión de armar al tanque bautizado en su honor con un cañón de 122 mm. El cañón fue rediseñado para resolver el defecto y el arma resultante fue denominada D-25, de manera similar al cañón de tanque D-5T de 85 mm.
  - D-25T - Variante para uso en tanques (T por tankovaya, ‘tanquista’). En los últimos días de noviembre de 1943, el equipo de diseño de Fyodor Petrov probó el cañón de 122 mm D-25 en un afuste usado para el cañón de tanque D-5T de 85 mm contra un tanque alemán Panther. Las pruebas fueron realizadas en el campo pruebas de Kubinka. Disparando desde una distancia de 1.200 m,[14] el proyectil perforó el blindaje frontal, atravesó el bloque del motor y también perforó el blindaje posterior. Después del indisputable éxito en esta prueba, se hicieron las adaptaciones necesarias durante las semanas siguientes, y el modelo fue aceptado como el D-25T el 31 de diciembre de 1943. La producción comenzó inmediatamente para equipar el carro IS-2.
  - D-25S - Variante usada en los modelos posteriores del cañón autopropulsado ISU-122 (S por samokhodnaya, ‘autopropulsado’). La variante del ISU-122 equipado con este cañón se denominó ISU-122S.
- 152 H 88-31 - Una modernización finlandesa, con un calibre de 152 mm.
- 122 mm armata wz. 1931/37/85 - Una modernización polaca.

## Munición
La munición del cañón era de tipo dividido, con cuatro posibles cargas propulsoras –completa, n.º 1, n.º 2 y n.º 3 (la más pequeña). El cañón también podía disparar obuses de 122 mm pero no con la carga completa, ya que no eran lo suficientemente robustos para ello.
| Munición                                               |         |                        |                                 |                        |            |
| Tipo                                                   | Modelo  | Peso del proyectil, kg | Peso de la carga propulsora, kg | Velocidad de boca, m/s | Alcance, m |
| Proyectiles antiblindaje                               |         |                        |                                 |                        |            |
| АРНЕ                                                   | BR-471  | 25.0                   | 0.156                           | 800                    | 4000       |
| АРНЕВС (desde inicios de 1945)                         | BR-471B | 25.0                   |                                 | 800                    | 4000       |
| Proyectiles de alto poder explosivo y de fragmentación |         |                        |                                 |                        |            |
| AE/fragmentación, cañón                                | OF-471H | 25.0                   | 3.8                             | 800                    | 19 800     |
| AE/fragmentación, cañón                                | OF-471  | 25.0                   | 3.6                             | 800                    | 19 800     |
| AE/fragmentación, obús                                 | OF-462  | 21.7                   | 3.67                            | 765 (carga n.º 1)      | 16 600     |
| AE/fragmentación, cañón                                | OF-471В |                        |                                 |                        |            |
| AE/fragmentación, cañón                                | OF-472  |                        |                                 |                        |            |
| Proyectiles anti-fortificaciones                       |         |                        |                                 |                        |            |
| Anti-fortificación, cañón                              | G-471   | 25.0                   | 2.2                             | 800                    | 20 400     |
| Proyectiles químicos                                   |         |                        |                                 |                        |            |
| Fragmentación/químico, cañón                           | OH-471  | 25.0                   |                                 | 800                    | 19 800     |
| Químico, obús                                          | H-462   | 21.8                   |                                 | 705 (carga n.º 2)      | 19 800     |

| Penetración de blindaje |                        |                        |
| Proyectil АРНЕВС BR-471B |                        |                        |
| Distancia, m | A un ángulo de 60°, mm | A un ángulo de 90°, mm |
| 500 | 125                    | 155                    |
| 1000 | 120                    | 145                    |
| 1500 | 110                    | 135                    |
| 2000 | 100                    | 125                    |
| 3000 | 85                     | 105                    |
| Proyectil APHE BR-471 |                        |                        |
| Distancia, m | A un ángulo de 60°, mm | A un ángulo de 90°, mm |
| 500 | 120                    | 150                    |
| 1000 | 105                    | 130                    |
| 1500 | 95                     | 115                    |
| 2000 | 80                     | 100                    |
| 3000 | 65                     | 75                     |
| Distintos países usaron métodos distintos de medir la penetración de blindaje en épocas distintas, complicando la comparación directa de los resultados obtenidos. |                        |                        |

## Piezas en existencia

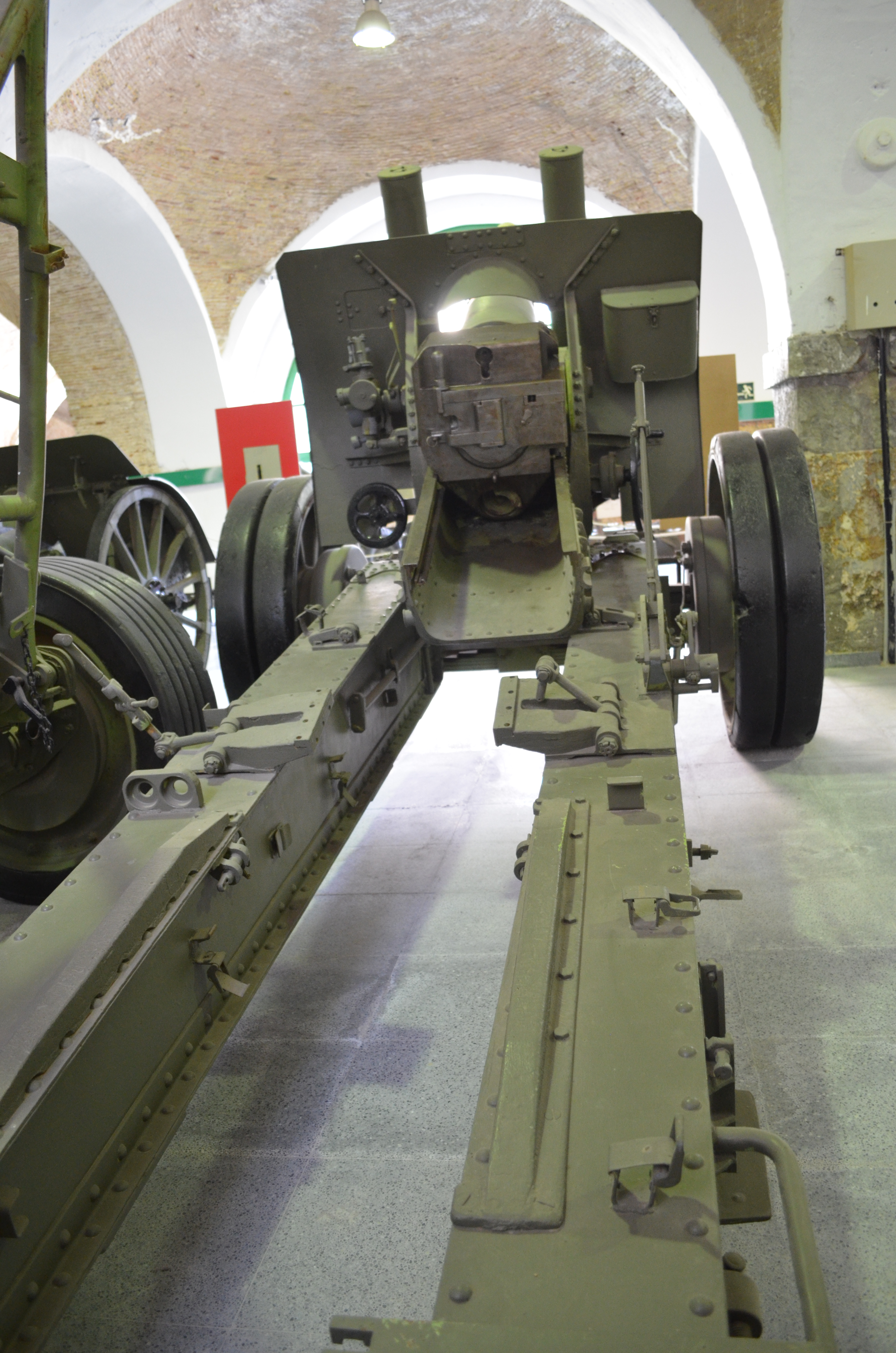
Un M1931/37 español con sus llantas macizas originales en el Museo Histórico Militar de Cartagena, Murcia.

Se pueden encontrar M1931/37, entre otros sitios, en:
- En el Museo Central de las Fuerzas Armadas, Moscú, Rusia.
- En el Museo de las Fuerzas de Artillería e Ingeniería, San Petersburgo, Rusia.
- En el Museo de la Heroica Defensa y Liberación de Sebastopol en el monte Sapun, Sebastopol, Ucrania.
- En la ciudadela de Poznań, Polonia.
- En el Museo de Medios Acorazados de El Goloso, Madrid.
- En el Museo Histórico Militar de Cartagena, Murcia.
- En el Museo de Armamento del Ejército de los Estados Unidos en Aberdeen, Maryland, EE. UU.
- En el Museo de Artillería de Fort Sill en Lawton Oklahoma, EE. UU.
- En el Museo Militar, Dej, Rumanía.
- El M1931/37 todavía está siendo empleado por el Ejército sirio contra los rebeldes en la Guerra Civil Siria, como puede verse en un vídeo de septiembre de 2016.[16]

### Listas relacionadas
- Anexo:Materiales históricos del Ejército de Tierra de España desde la posguerra